# Боб Лутц (тенісист)
Боб Лутц (англ. Bob Lutz; нар. 29 серпня 1947) — колишній американський тенісист.
Найвищу одиночну позицію світового рейтингу — 7 місце досяг 1972 (за даними Бада Коллінза), парну — 6 місце — 30 квітня, 1977 року.
Здобув 11 одиночних та 43 парні титули.
Перемагав на турнірах Великого шолома в парному розряді.
Завершив кар'єру 1982 року.

## Фінали за кар'єру

### Одиночний розряд
| Результат | W/L   | Дата | Турнір                         | Покриття   | Суперник              | Рахунок                  |
| --------- | ----- | ---- | ------------------------------ | ---------- | --------------------- | ------------------------ |
| Поразка   | 0–1   | 1968 | Чемпіонат США, Бостон          | Трава      | Артур Еш              | 6–4, 3–6, 10–8, 0–6, 4–6 |
| Перемога  | 1–1   | 1970 | Манчестер, Англія              | Трава      | Том Гормен (тенісист) | 6–2, 9–7                 |
| Перемога  | 2–1   | 1970 | Колумбус, США                  | Тверде     | Том Гормен            | 7–5, 1–6, 6–4, 6–2       |
| Перемога  | 3–1   | 1971 | Сакраменто, США                | Тверде     | Алекс Олмедо          | 3–6, 6–4, 6–3            |
| Перемога  | 4–1   | 1971 | Cologne WCT, Західна Німеччина | Килим (i)  | Джефф Боров'як        | 6–3, 6–7, 6–3, 6–2       |
| Поразка   | 4–2   | 1971 | Барселона WCT, Іспанія         | Ґрунт      | Мануель Орантес       | 4–6, 3–6, 4–6            |
| Перемога  | 5–2   | 1972 | Boston WCT, США                | Тверде     | Том Оккер             | 6–4, 2–6, 6–4, 6–4       |
| Поразка   | 5–3   | 1972 | Essen WCT, Західна Німеччина   | Килим (i)  | Нікола Пилич          | 6–4, 4–6, 6–3, 4–6, 6–7  |
| Поразка   | 5–4   | 1972 | Рим, Італія                    | Килим (i)  | Артур Еш              | 2–6, 6–3, 3–6, 6–3, 6–7  |
| Поразка   | 5–5   | 1973 | Philadelphia WCT, США          | Килим (i)  | Стен Сміт             | 6–7, 6–7, 6–4, 4–6       |
| Поразка   | 5–6   | 1974 | Мастерс Цинциннаті, США        | Тверде     | Марті Ріссен          | 6–7, 6–7                 |
| Перемога  | 6–6   | 1975 | Токіо WCT, Японія              | Килим      | Стен Сміт             | 6–4, 6–4                 |
| Поразка   | 6–7   | 1975 | Колумбус, США                  | Ґрунт      | Віджай Амрітрадж      | 4–6, 5–7                 |
| Поразка   | 6–8   | 1975 | Сідней, Австралія              | Тверде (i) | Стен Сміт             | 6–7, 2–6                 |
| Поразка   | 6–9   | 1976 | Рим WCT, Італія                | Килим (i)  | Артур Еш              | 2–6, 6–0, 3–6            |
| Поразка   | 6–10  | 1976 | Роттердам WCT, Нідерланди      | Килим (i)  | Артур Еш              | 3–6, 3–6                 |
| Поразка   | 6–11  | 1976 | Мауї, США                      | Тверде     | Гаролд Соломон        | 3–6, 7–5, 5–7            |
| Поразка   | 6–12  | 1977 | Оушен-Сіті, США                | Тверде     | Вітас Ґерулайтіс      | 6–3, 1–6, 2–6            |
| Поразка   | 6–13  | 1977 | Washington Indoor, США         | Килим (i)  | Браян Готтфрід        | 1–6, 2–6                 |
| Поразка   | 6–14  | 1978 | Колумбус, США                  | Ґрунт      | Артур Еш              | 3–6, 4–6                 |
| Перемога  | 7–14  | 1978 | Париж, Франція                 | Тверде (i) | Том Галліксон         | 6–2, 6–2, 7–6            |
| Перемога  | 8–14  | 1979 | Тайбей, Тайвань                | Килим      | Пет Дюпре             | 6–3, 6–4, 2–6, 6–3       |
| Перемога  | 9–14  | 1980 | Колумбус, США                  | Тверде     | Террі Рокаверт        | 6–4, 6–3                 |
| Перемога  | 10–14 | 1980 | Стоу, США                      | Тверде     | Йохан Крік            | 6–3, 6–1                 |
| Перемога  | 11–14 | 1980 | Кельн, Західна Німеччина       | Килим (i)  | Нік Савіано           | 6–4, 6–0                 |
| Поразка   | 11–15 | 1983 | Тампа, США                     | Килим      | Йохан Крік            | 2–6, 4–6                 |

### Парний розряд
| Результат | W/L   | Дата | Турнір                                         | Покриття   | Партнер        | Суперники                             | Рахунок                 |
| --------- | ----- | ---- | ---------------------------------------------- | ---------- | -------------- | ------------------------------------- | ----------------------- |
| Перемога  | 1–0   | 1968 | Відкритий чемпіонат США з тенісу, Нью-Йорк     | Трава      | Стен Сміт      | Артур Еш Андрес Хімено                | 11–9, 6–1, 7–5          |
| Перемога  | 2–0   | 1969 | Цинциннаті, США                                | Ґрунт      | Стен Сміт      | Артур Еш Чарлі Пасарелл               | 6–3, 6–4                |
| Перемога  | 3–0   | 1970 | Відкритий чемпіонат Австралії з тенісу, Сідней | Трава      | Стен Сміт      | Джон Александер Філ Дент              | 8–6, 6–3, 6–4           |
| Поразка   | 3–1   | 1970 | Лос-Анджелес, США                              | Тверде     | Стен Сміт      | Том Оккер Марті Ріссен                | 6–7, 2–6                |
| Перемога  | 4–1   | 1970 | Берклі, США                                    | Тверде     | Стен Сміт      | Рой Барт Том Гормен (тенісист)        | 6–2, 7–5, 4–6, 6–2      |
| Поразка   | 4–2   | 1971 | Dallas WCT, США                                | Килим (i)  | Чарлі Пасарелл | Том Оккер Марті Ріссен                | 3–6, 4–6                |
| Поразка   | 4–3   | 1971 | Стокгольм, Швеція                              | Тверде (i) | Артур Еш       | Том Гормен Стен Сміт                  | 4–6, 3–6                |
| Перемога  | 5–3   | 1972 | Philadelphia WCT, США                          | Килим (i)  | Артур Еш       | Джон Ньюкомб Тоні Роч                 | 6–3, 6–7, 6–3           |
| Поразка   | 5–4   | 1972 | Louisville WCT, США                            | Ґрунт      | Артур Еш       | Джон Александер Філ Дент              | 4–6, 3–6                |
| Поразка   | 5–5   | 1972 | Boston WCT, США                                | Тверде     | Артур Еш       | Джон Ньюкомб Тоні Роч                 | 3–6, 6–1, 6–7           |
| Поразка   | 5–6   | 1972 | Rotterdam WCT, Нідерланди                      | Килим (i)  | Артур Еш       | Рой Емерсон Джон Ньюкомб              | 6–7, 6–7                |
| Перемога  | 6–6   | 1973 | Brussels WCT, Бельгія                          | Килим (i)  | Стен Сміт      | Джон Александер Філ Дент              | 6–4, 7–6                |
| Перемога  | 7–6   | 1973 | Johannesburg WCT, ПАР                          | Тверде     | Стен Сміт      | Фрю Макміллан Аллан Стоун             | 6–1, 6–4, 6–4           |
| Перемога  | 8–6   | 1973 | World Doubles WCT, Монреаль                    | Килим (i)  | Стен Сміт      | Том Оккер Марті Ріссен                | 6–2, 7–6, 6–0           |
| Перемога  | 9–6   | 1974 | Atlanta WCT, США                               | Ґрунт      | Стен Сміт      | Браян Готтфрід Дік Стоктон (тенісист) | 6–3, 3–6, 7–6           |
| Перемога  | 10–6  | 1974 | New Orleans WCT, США                           | Інше       | Стен Сміт      | Овен Девідсон Джон Ньюкомб            | 4–6, 6–4, 7–6           |
| Поразка   | 10–7  | 1974 | Відкритий чемпіонат Франції з тенісу, Париж    | Ґрунт      | Стен Сміт      | Дік Крілі Онні Парун                  | 3–6, 2–6, 6–3, 7–5, 1–6 |
| Поразка   | 10–8  | 1974 | Nottingham Open, Англія                        | Трава      | Стен Сміт      | Чарлі Пасарелл Ерік ван Діллен        | 4–6, 7–9                |
| Поразка   | 10–9  | 1974 | Вімблдонський турнір, Лондон                   | Трава      | Стен Сміт      | Джон Ньюкомб Тоні Роч                 | 6–8, 4–6, 4–6           |
| Перемога  | 11–9  | 1974 | Бостон, США                                    | Ґрунт      | Стен Сміт      | Ганс-Юрген Поманн Марті Ріссен        | 3–6, 6–4, 6–3           |
| Поразка   | 11–10 | 1974 | Колумбус, США                                  | Тверде     | Том Гормен     | Ананд Амрітрадж Віджай Амрітрадж      | def.                    |
| Перемога  | 12–10 | 1974 | Відкритий чемпіонат США, Нью-Йорк              | Трава      | Стен Сміт      | Патрісіо Корнехо Хайме Фійоль         | 6–3, 6–3                |
| Перемога  | 13–10 | 1974 | Сан-Франциско, США                             | Килим      | Стен Сміт      | Джон Александер Сід Болл              | 6–4, 7–6                |
| Перемога  | 14–10 | 1975 | Fort Worth WCT, США                            | Тверде     | Стен Сміт      | Джон Александер Філ Дент              | 6–7, 7–6, 6–3           |
| Перемога  | 15–10 | 1975 | Tokyo Indoor, Японія                           | Килим (i)  | Стен Сміт      | Джон Александер Філ Дент              | 6–4, 6–7, 6–2           |
| Перемога  | 16–10 | 1975 | Х'юстон, США                                   | Ґрунт      | Стен Сміт      | Майк Естеп Расселл Сімпсон (тенісист) | 7–5, 7–6                |
| Перемога  | 17–10 | 1975 | Washington Open, США                           | Ґрунт      | Стен Сміт      | Браян Готтфрід Рауль Рамірес          | 7–5, 2–6, 6–1           |
| Перемога  | 18–10 | 1975 | Колумбус, США                                  | Ґрунт      | Стен Сміт      | Юрген Фассбендер Ганс-Юрген Поманн    | 6–2, 6–7, 6–3           |
| Перемога  | 19–10 | 1976 | Indianapolis WCT, США                          | Килим (i)  | Стен Сміт      | Вітас Герулайтіс Том Гормен           | 6–2, 6–4                |
| Перемога  | 20–10 | 1976 | Barcelona WCT, Іспанія                         | Ґрунт      | Стен Сміт      | Войцех Фібак Карл Майлер              | 6–3, 6–3                |
| Перемога  | 21–10 | 1976 | Рим WCT, Італія                                | Ґрунт      | Стен Сміт      | Дік Крілі Фрю Макміллан               | 6–7, 6–3, 6–4           |
| Поразка   | 21–11 | 1976 | World Doubles WCT, Канзас-Сіті                 | Килим (i)  | Стен Сміт      | Войцех Фібак Карл Майлер              | 3–6, 6–2, 6–3, 3–6, 4–6 |
| Поразка   | 21–12 | 1976 | Лас-Вегас, США                                 | Тверде     | Стен Сміт      | Артур Еш Чарлі Пасарелл               | 4–6, 2–6                |
| Перемога  | 22–12 | 1976 | Лос-Анджелес, США                              | Тверде     | Стен Сміт      | Артур Еш Чарлі Пасарелл               | 6–2, 3–6, 6–3           |
| Поразка   | 22–13 | 1977 | Мемфіс, США                                    | Тверде     | Стен Сміт      | Фред Макнеер Шервуд Стюарт            | 6–4, 6–7, 6–7           |
| Перемога  | 23–13 | 1977 | Washington Indoor, США                         | Килим (i)  | Стен Сміт      | Браян Готтфрід Рауль Рамірес          | 6–3, 7–5                |
| Поразка   | 23–14 | 1977 | Los Angeles PSW U.S.                           | Тверде     | Стен Сміт      | Боб Г'юїтт Фрю Макміллан              | 3–6, 4–6                |
| Перемога  | 24–14 | 1977 | Лас-Вегас, США                                 | Тверде     | Стен Сміт      | Боб Г'юїтт Рауль Рамірес              | 6–3, 3–6, 6–4           |
| Перемога  | 25–14 | 1977 | Колумбус, США                                  | Ґрунт      | Стен Сміт      | Пітер Флемінг Джін Меєр               | 4–6, 7–5, 6–2           |
| Перемога  | 26–14 | 1977 | Мауї, США                                      | Тверде     | Стен Сміт      | Браян Готтфрід Рауль Рамірес          | 7–6, 6–4                |
| Перемога  | 27–14 | 1977 | Johannesburg WCT, ПАР                          | Тверде     | Стен Сміт      | Пітер Флемінґ Реймонд Мур             | 6–3, 7–5, 6–7, 7–6      |
| Перемога  | 28–14 | 1978 | Спрингфілд, США                                | Килим      | Стен Сміт      | Ян Кодеш Марті Ріссен                 | 6–3, 6–3                |
| Перемога  | 29–14 | 1978 | Washington Indoor, США                         | Килим (i)  | Стен Сміт      | Артур Еш Джон Макінрой                | 6–7, 7–5, 6–1           |
| Поразка   | 29–15 | 1978 | Rotterdam WCT, Нідерланди                      | Килим (i)  | Стен Сміт      | Фред Макнеер Рауль Рамірес            | 2–6, 3–6                |
| Поразка   | 29–16 | 1978 | World Doubles WCT, Канзас-Сіті                 | Килим (i)  | Стен Сміт      | Войцех Фібак Том Оккер                | 7–6, 4–6, 0–6, 3–6      |
| Перемога  | 30–16 | 1978 | Відкритий чемпіонат США, Нью-Йорк              | Тверде     | Стен Сміт      | Марті Ріссен Шервуд Стюарт            | 1–6, 7–5, 6–3           |
| Поразка   | 30–17 | 1978 | Сан-Франциско, США                             | Килим      | Стен Сміт      | Пітер Флемінґ Джон Макінрой           | 7–5, 4–6, 4–6           |
| Поразка   | 30–18 | 1978 | Стокгольм, Швеція                              | Тверде (i) | Стен Сміт      | Войцех Фібак Том Оккер                | 3–6, 2–6                |
| Перемога  | 31–18 | 1979 | Денвер, США                                    | Килим (i)  | Стен Сміт      | Войцех Фібак Том Оккер                | 7–6, 6–3                |
| Перемога  | 32–18 | 1979 | Washington Indoor, США                         | Килим (i)  | Стен Сміт      | Боб Кармайкл Браян Тічер              | 6–4, 7–5, 3–6, 7–6      |
| Поразка   | 32–19 | 1979 | Новий Орлеан, США                              | Килим      | Стен Сміт      | Пітер Флемінґ Джон Макінрой           | 1–6, 3–6                |
| Перемога  | 33–19 | 1979 | Ньюпорт, США                                   | Трава      | Стен Сміт      | Джон Джеймс Кріс Кехел                | 6–4, 7–6                |
| Перемога  | 34–19 | 1979 | Колумбус, США                                  | Ґрунт      | Браян Готтфрід | Тім Галліксон Том Галліксон           | 4–6, 6–3, 7–6           |
| Перемога  | 35–19 | 1979 | Клівленд, США                                  | Тверде     | Стен Сміт      | Франсіско Гонсалес Фред Макнеер       | 6–3, 6–4                |
| Поразка   | 35–20 | 1979 | Цинциннаті, США                                | Тверде     | Стен Сміт      | Браян Готтфрід Іліє Настасе           | 6–1, 3–6, 6–7           |
| Поразка   | 35–21 | 1979 | Відкритий чемпіонат США, Нью-Йорк              | Тверде     | Стен Сміт      | Пітер Флемінґ Джон Макінрой           | 2–6, 4–6                |
| Перемога  | 36–21 | 1979 | Гонконг                                        | Тверде     | Пет Дюпре      | Стів Дентон Марк Терпін               | 6–3, 6–4                |
| Поразка   | 36–22 | 1979 | Тайбей, Тайвань                                | Килим      | Пет Дюпре      | Марк Едмондсон Джон Маркс             | 1–6, 6–3, 4–6           |
| Перемога  | 37–22 | 1980 | Талса, США                                     | Тверде (i) | Дік Стоктон    | Франсіско Гонсалес Фред Макнеер       | 2–6, 7–6, 6–2           |
| Перемога  | 38–22 | 1980 | Лас-Вегас, США                                 | Тверде     | Стен Сміт      | Войцех Фібак Джін Меєр                | 6–2, 7–5                |
| Поразка   | 38–23 | 1980 | Вімблдонський турнір, Лондон                   | Трава      | Стен Сміт      | Пітер Макнамара Пол Макнамі           | 6–7, 3–6, 7–6, 4–6      |
| Перемога  | 39–23 | 1980 | Стоув, США                                     | Тверде     | Бернард Міттон | Іліє Настасе Ферді Тейган             | 6–4, 6–3                |
| Перемога  | 40–23 | 1980 | Відкритий чемпіонат США, Нью-Йорк              | Тверде     | Стен Сміт      | Пітер Флемінґ Джон Макінрой           | 7–6, 3–6, 6–1, 3–6, 6–3 |
| Поразка   | 40–24 | 1980 | Sawgrass Doubles, США                          | Тверде     | Стен Сміт      | Браян Готтфрід Рауль Рамірес          | 6–7, 4–6, 6–2, 6–7      |
| Перемога  | 41–24 | 1980 | Відень, Австрія                                | Килим (i)  | Стен Сміт      | Гайнц Ґюнтгардт Павел Сложил          | 6–1, 6–2                |
| Поразка   | 41–25 | 1980 | Стокгольм, Швеція                              | Килим (i)  | Стен Сміт      | Гайнц Гюнтхардт Пол Макнамі           | 7–6, 3–6, 2–6           |
| Перемога  | 42–25 | 1980 | Йоганесбурґ, ПАР                               | Тверде     | Стен Сміт      | Гайнц Гюнтхардт Пол Макнамі           | 6–7, 6–3, 6–4           |
| Поразка   | 42–26 | 1981 | Вімблдонський турнір, Лондон                   | Трава      | Стен Сміт      | Пітер Флемінґ Джон Макінрой           | 4–6, 4–6, 4–6           |
| Поразка   | 42–27 | 1981 | Стоув, США                                     | Тверде     | Браян Готтфрід | Йохан Крік Ларрі Стефанкі             | 6–2, 1–6, 2–6           |
| Поразка   | 42–28 | 1981 | Цинциннаті, США                                | Тверде     | Стен Сміт      | Джон Макінрой Ферді Тейган            | 6–7, 3–6                |
| Поразка   | 42–29 | 1981 | Sawgrass Doubles, США                          | Тверде     | Стен Сміт      | Гайнц Гюнтхардт Пітер Макнамара       | 6–7, 6–3, 6–7, 7–5, 4–6 |
| Поразка   | 42–30 | 1982 | La Costa WCT, США                              | Тверде     | Рауль Рамірес  | Фріц Бунінг Йохан Крік                | 6–3, 6–7, 3–6           |
| Перемога  | 43–30 | 1982 | Hartford WCT, США                              | Килим      | Дік Стоктон    | Майк Кейгілл Трейсі Делатт            | 7–6, 6–3                |

## Фінали турнірів Великого шолома

### Парний розряд
| Результат | Рік  | Турнір                                 | Покриття | Партнер   | Суперники                     | Рахунок                 |
| --------- | ---- | -------------------------------------- | -------- | --------- | ----------------------------- | ----------------------- |
| Перемога  | 1968 | Відкритий чемпіонат США з тенісу       | Трава    | Стен Сміт | Артур Еш Андрес Хімено        | 11–9, 6–1, 7–5          |
| Перемога  | 1970 | Відкритий чемпіонат Австралії з тенісу | Трава    | Стен Сміт | Джон Александер Філ Дент      | 8–6, 6–3, 6–4           |
| Поразка   | 1974 | Відкритий чемпіонат Франції з тенісу   | Ґрунт    | Стен Сміт | Дік Крілі Онні Парун          | 3–6, 2–6, 6–3, 7–5, 1–6 |
| Поразка   | 1974 | Вімблдонський турнір                   | Трава    | Стен Сміт | Джон Ньюкомб Тоні Роч         | 6–8, 4–6, 4–6           |
| Перемога  | 1974 | Відкритий чемпіонат США (2)            | Ґрунт    | Стен Сміт | Патрісіо Корнехо Хайме Фійоль | 6–3, 6–3                |
| Перемога  | 1978 | Відкритий чемпіонат США (3)            | Тверде   | Стен Сміт | Марті Ріссен Шервуд Стюарт    | 1–6, 7–5, 6–3           |
| Поразка   | 1979 | Відкритий чемпіонат США                | Тверде   | Стен Сміт | Пітер Флемінг Джон Макінрой   | 4–6, 4–6, 4–6           |
| Перемога  | 1980 | Відкритий чемпіонат США (4)            | Тверде   | Стен Сміт | Пітер Флемінґ Джон Макінрой   | 7–6, 3–6, 6–1, 3–6, 6–3 |
| Поразка   | 1980 | Вімблдонський турнір                   | Трава    | Стен Сміт | Пітер Макнамара Пол Макнамі   | 6–7, 3–6, 7–6, 4–6      |
| Поразка   | 1981 | Вімблдонський турнір                   | Трава    | Стен Сміт | Пітер Флемінґ Джон Макінрой   | 4–6, 4–6, 4–6           |